# دانشکده دندانپزشکی اردبیل
دانشکده دندانپزشکی دانشگاه علوم پزشکی اردبیل یکی از دانشکده‌های دندانپزشکی ایران وابسته به دانشگاه علوم پزشکی اردبیل در اردبیل است.

## تاریخچه
دانشکده دندانپزشکی اردبیل در سال ۱۳۸۹ بنیانگذاری شد. هم‌اکنون ریاست این دانشکده را دکتر  «کریم جعفری کفاش» برعهده دارد.